# Kristin Lysdahl
Kristin Anna Lysdahl (Asker, 29 juni 1996) is een Noorse alpineskiester. Ze vertegenwoordigde haar vaderland op de Olympische Winterspelen 2018 in Pyeongchang.

## Carrière
Lysdahl maakte haar wereldbekerdebuut op 27 december 2016 in Semmering. Een dag later scoorde ze, in datzelfde Semmering, haar eerste wereldbekerpunten. Op de wereldkampioenschappen alpineskiën 2017 in Sankt Moritz eindigde de Noorse als zeventiende op de alpine combinatie, als 23e op de reuzenslalom, als 24e op de afdaling en als 27e op de Super G. In de landenwedstrijd eindigde ze samen met Maren Skjøld, Leif Kristian Haugen en Aleksander Aamodt Kilde op de vijfde plaats. In oktober 2017 behaalde Lysdahl in Sölden haar eerste toptienklassering in een wereldbekerwedstrijd. Tijdens de Olympische Winterspelen van Pyeongchang eindigde ze als achttiende op de reuzenslalom en als 25e op de slalom, samen met Nina Haver-Løseth, Maren Skjøld, Sebastian Foss Solevåg, Leif Kristian Nestvold-Haugen en Jonathan Nordbotten veroverde ze de bronzen medaille in de landenwedstrijd.

## Resultaten

### Olympische Spelen
| Jaar | Plaats      | Resultaten                                      |
| ---- | ----------- | ----------------------------------------------- |
| 2018 | Pyeongchang | 25e Slalom · 18e Reuzenslalom · Landenwedstrijd |

### Wereldkampioenschappen
| Jaar | Plaats       | Resultaten                                                                         |
| ---- | ------------ | ---------------------------------------------------------------------------------- |
| 2017 | Sankt Moritz | 17e Alpine combinatie 23e Reuzenslalom 24e Afdaling 27e Super G 5e Landenwedstrijd |

### Wereldbeker
Eindklasseringen
| Seizoen   | Algm | SL  | RS  | PAR |
| --------- | ---- | --- | --- | --- |
| 2016/2017 | 98e  | –   | 37e |     |
| 2017/2018 | 60e  | 52e | 24e |     |
| 2018/2019 | 20e  | 10e | 16e |     |
| 2019/2020 | 35e  | 13e | 40e | 7e  |